# SAPPORO CITY JAZZ
SAPPORO CITY JAZZ（サッポロ・シティ・ジャズ）は、2007年に創設された日本国内最大規模のジャズフェスティバル。スローガンは「札幌がジャズの街になる」。略称「SCJ」。

## 概要
北の芸術文化都市札幌から世界に発信する音楽イベントを創出することを目的に、2007年7月にはじめて開催。以来、多様なメディアやアーティスト間から国内最大規模のジャズフェスティバルと称され、多くの札幌市民、そして内外の観光客にも支持されるイベントとなった。先行して行われるクラシックの国際教育音楽祭「PMF」との連動を含め、札幌の夏を彩る音楽観光文化資源としての役割を果たしている。

## 歴史

### 2007年
- 2007年7月21日(土)〜8月5日(日)
- 総入場者数：66,204人

#### 主な出演アーティスト
上原ひろみ

EDDIE PALMIERI/BRIAN LYNCH JAZZ QUARTET（エディ・パルミエリ／ブライアン・リンチ シャズカルテット）

大黒摩季 with TOKU

マリーン meets 本田雅人 B.B.Station

塩谷哲

GANGA ZUMBA

他

### 2008年
- 2008年7月19日(土)〜8月10日(日)
- 総入場者数：95,021人
- 中島公園、札幌ガーデンパーク会場がなくなり、新たに札幌駅南口広場、道庁赤レンガ広場、大通公園1丁目、2丁目、10丁目が追加。

#### 主な出演アーティスト
秋吉敏子ピアノトリオfrom NEW YORK

TRIX

JUJU

大野俊三

jaja

The Pater Appleyard Quartet

Hakuei Kim trlo

秦基博

Alison wedding

orange pekoe+SOFFet

北垣響TRIO、COPA BONITOS

黒田佳広TRIO

佐々木伸彦・瀬尾高志DUO

FLBB

野瀬栄進／中村有岐

他

### 2009年
- 2009年7月12日(日)〜8月9日(日)
- 総入場者数：108,623人

#### 主な出演アーティスト
大野俊三グループ

PMFブラス・アンサンブル

大西順子トリオ

古内東子＆森大輔

The Shuffle Club

JAZZ SAPPORO

ARIA ASIA

木住野佳子トリオ

Woong San

矢野沙織カルテット

ニッキ・ヤノフスキー

渡辺貞夫グループ2009

タイガー大越 / Jet Boston with special guest Mizuho

PE'Z

JUJU

他

### 2010年
- 2010年7月11日(日)〜8月29日(日)
- 総入場者数：73,278人
- 会期を50日に拡大

#### 主な出演アーティスト
寺久保エレナ with 平賀マリカ

小林桂+スーパークインテット

jaja

山中千尋トリオ

SAKURA

寺井尚子カルテット

日野皓正カルテット

quasimode

BILLY KING special jazz night 

 Junear&meajyu

マリーン＆TOKU

Fried Pride

土岐麻子＆小泉ニロ

Asian Caron Quartet

大西順子トリオ

Grant Stewart Quartet

Beijing

 Premium Hawaiian Night KU’UIPO KUMUKAHI!PALI

他

### 2011年
- 2011年7月13日(水)〜8月23日(木)
- 総入場者数：110,856人
- 東日本大震災復興支援チャリティ事業として、「がんばろう日本 Share the World〜こころつないで in Hokkaido」を実施。

#### 主な出演アーティスト
山本将平、SHANT

寺久保エレナ

WINTERPLAY

沖仁

TOKU

山下洋輔ニュー・カルテット

秦基博

ケイコ・リー

SALENA JONES with FRIENDS 2011

寺井尚子カルテット

quasimode

ハクエイ・キム”トライソニーク”

大橋トリオ

Monday満ちる

国府弘子Special Trio

マリ・ボイネ

マリーン

indigo jam unit

マンハッタン・ジャズ・クインテット

土岐麻子

菊地成孔ダブ・セクステット
他

### 2012年
- 2012年7月7日(土)〜8月23日(木)
- 総入場者数：144,875人

#### 主な出演アーティスト
- Largo feat. Gast Waltzing(from ルクセンブルク）
- Ms.OOJA＆Mye
- 札幌・ジュニア・ジャズスクール壮行ライブCLUB SJF featuring 平賀マリカ
- レ・フレール
- マリーン
- 小林桂
- moumoon＆Rake
- つのだ☆ひろ
- キマグレン
- 古内東子
- The Shuffle Club
- 寺井尚子カルテット
- ケイコ・リー
- 渡辺貞夫グループ2012
- Fried Pride
- シャカタク
- SALENA JONES WITH FRIENDS 2012
- ラリー・カールトン
- 世界逸産
- SAYAKA&Palma Habanera
- Monday満ちる
- 洗足学園音楽大学スペシャルバンド&小林香織バンド
- 奥田弦トリオ+杉山未紗
- 山木将平

他

### 2013年
- 2013年6月26日(水)〜8月25日(日)
- 総入場者数：130,360人
- 大通メイン会場が2階建てのSAPPORO MUSIC TENTに変更。

#### 主な出演アーティスト
【SAPPORO MUSIC TENT LIVE】

JiLL-Decoy association

jazztronik

Four Wheels

MIZUHO

クリス・ハート

Ms.OOJA

Fried Pride

山中千尋

PE'Z

小林桂+小林洋

岡林信康

土屋アンナ

山木将平

オルケスタ・リブレ

古内東子

石橋凌JAZZY SOUL

CASIOPEA 3rd

THE JAZZ LADY

ケイコ・リー

日野皓正h factor

カイル・イーストウッド

マンハッタン・ジャズ・クインテット

Shun Kikuta & Legend of Rockers

indigo jam unit

土岐麻子

南佳孝

レ・フレール

小野リサ

Billy King

Ai kuwabara trio project

【North JAM Session】

ナツキ＆ゴスペルクワイアサッポロ

渡辺貞夫 with SAPPORO JAZZ AMBITIOUS 2nd

マリーン

稲垣潤一

熱帯JAZZ楽団

Benoit Martini Band

Vaudeville Smash

ROVO

大澤誉志幸＆山下久美子

シェリル・リン

【Selection Live】

チック・コリア/スタンリー・クラーク

### 2014年
- 2014年7月2日(水)〜8月31日(日)
- 総入場者数：149,915人

#### 主な出演アーティスト
【SAPPORO MUSIC TENT LIVE】

jaja

黒岩静枝

MiChi

マット・ビアンコ

小野リサ

さかいゆう

Ms.OOJA

indigo jam unit

中孝介

堂珍嘉邦

山中千尋トリオplus

ケイコ・リー

VAUDEVILLE SMASH

星屑スキャット

夏木マリ GIBIER du MARIE with 金澤英明

華原朋美

TOKU&小沼ようすけ

PUSHIM　bird　Keyco×HOME GROWN

山下洋輔＆寺久保エレナ・スペシャル・セッション

古内東子

PE'Z

David Matthews with Sapporo Jazz Ambitious 3rd feat 八代亜紀

シェネル

K

クリス・ハート

CASIOPEA 3rd

キャンディー・ダルファー

T-SQUARE

MIZUHO

Fried Pride guest. Gast Waltzing

Four Wheels

【North JAM Session】

Schroeder-Headz

高中正義

スウィング・アウト・シスター 

フォープレイ

ウーター・ヘメル

Oz Noy ft.dave weckl and Etienne mbappe

JUJU

ハービー・ハンコック

【Selecyion Live】

JiLL-Decoy association

Nao Yoshioka

マーカス・ミラー

### 2015年
- 2015年7月9日(木)〜8月29日(土)
- 総入場者数：107,503人

#### 主な出演アーティスト
【SAPPORO MUSIC TENT LIVE】

福居良トリオ

林栄一MAZURU北海道Orchester

福原美穂

Bluey from インコグニート presents "CITRUS SUN"

Ms.OOJA

THE TRIO 山下洋輔・村上”ポンタ”秀一・坂井紅介　スペシャルゲスト高岡早紀

ケイコ・リー

大橋トリオ

indigo jam unit

SOIL&"PIMP"SESSIONS 

Chazz

H ZETTRIO

古内東子

Monday満ちる

Fried Pride featuring Gast waltzing

Mizuho

Vaudeville Smash

jaja

小林香織

May J.

シロクマジャズ楽団

ORIGINAL LOVE

上田正樹

土岐麻子

日野皓正Special Quintet
【North JAM Session】

原田知世

本田雅人B.B.STATION with マリーン

矢野顕子トリオ featuringウィル・リー＆クリス・パーカー

タワー・オブ・パワー

### 2016年
- 2016年5月27日(金)〜8月12日(金)
- 総入場者数：166,453人

#### 主な出演アーティスト
【SAPPORO MUSIC TENT LIVE】

Les Frères

寺井尚子クインテット

大和田慧 Special guest 佐藤竹善

ケイコ・リー

大橋トリオ

Fried Pride featuring 武田真治

デビッド・マシューズ&札幌ジャズアンビシャス Special guest 相田翔子

山中千尋ニューヨーク・トリオ

粟谷巧トリオ

BOB JAMES QUARTET

Billy King

山下洋輔スペシャル・カルテット

PUSHIM×韻シスト

野宮真貴

ジョニー黒田とディキシープリンス

ORIGINAL LOVE

林原めぐみ VS JiLL-Decoy association

SCJ10th ANNIVERSARY SPECIAL BAND（寺久保エレナ、山田丈造、馬場智章、粟谷巧、泉川貴広、館山健二）

織田哲郎

大西順子トリオ

日野皓正

Mizuho
RICHARD BONA

大貫妙子と小松亮太

SALENA JONES

ジミー東原オールスターズ

### 2017年
- 2017年4月3日(月)〜8月26日(土)
- 総入場者数：168,625人

#### 主な出演アーティスト
【SAPPORO MUSIC TENT LIVE】

大西順子トリオ

SOIL&"PIMP"SESSIONS

Keiko Lee with special guest Shiho

CRCK/LCKS

MIZUHO

Solid Sounds Jazz Orchestra&河野祐亮ピアノトリオ

レ・フレール

DIMENSION

マリーン・スーパー・トリオ THREESOME

森口博子

デビッド・マシューズ＆札幌ジャズアンビシャス Special guest TOKU

土岐麻子

山下洋輔スペシャル・クインテット featuring 寺久保エレナ

EDDIE PALMIERI SALSA ORCHESTRA

小野リサ

日野皓正クインテット

渡辺香津美＆沖仁

野宮真貴

マーサーハッシー楽団、札幌ジャズオーケストラ

織田哲郎

DIRTY DOZEN BRASS BAND

本田雅人

J-Squad

Bluey from INCOGNITO presents "CITRUS SUN & THAMES RIVER SOUL"

ジミー東原オールスターズ
【North JAM Session】

The Corea / Gadd Band

ブルーノート東京オールスター・ジャズ・オーケストラ

Natsuki&ブライトサッポロゴスペルクワイヤ

Mahogany's Organ All Stars

銀河鉄道

beat sunset

### 2018年

#### 主な出演アーティスト
【TEATER JAZZ LIVE】

渡辺香津美ジャズ回帰トリオ

ロン・カーター・トリオ

寺井尚子クインテット

大西順子トリオ

TRI4TH & fox capture plan

日野皓正セクステット
【North JAM Session】

綾戸智恵

熱帯JAZZ楽団 ゲスト：エリック・フクサキ

上田正樹

ストックホルム・ジャズ・オーケストラ・クインテット

ジミー東原オールスターズ

マーサー・ハッシー楽団

## 主なライブ(2019年現在)

### North JAM Session
8月下旬、札幌芸術の森野外ステージという自然に囲まれた開放的な野外空間で、世代を問わず自由なスタイルでライブを楽しむことができる。北海道で行われる「JOIN ALIVE」（7月/岩見沢）「ライジングサンロックフェスティバル」（8月/石狩）と続く夏フェスの締めくくり的役割も持つ。

### Park Jazz Live
SCJのテーマである「札幌がジャズの街になる」を象徴するイベント。全国から公募したアマチュアバンドが札幌市街地の特設会場で無料ライブを繰り広げる。2018年は400組超が出演。

### Park Jazz Live Contest
2008年度より参加ミュージシャンへの支援として、世界へ羽ばたくチャンスの創出と国際交流を目的に開催。事前審査を通過した10組によるライブ審査を行う。コンテストの優勝バンドには、国際ジャズフェスティバル(モントリオール・トロント・オタワ・バンクーバー等)での演奏機会が与えられると同時に、その渡航費用が付与される。

### CROSS CITY JAZZ LIVE
札幌市街地で働くサラリーマンを中心に、昼休みや帰社時間帯に気軽にジャズを楽しんでもらうことを目的に実施される無料ライブ。札幌を中心とするプロミュージシャンに加え、サプライズミュージシャンも出演する。

## 過去に行われていた主なライブ

### SAPPORO MUSIC TENT LIVE
大通公園2丁目で、日本国内で初導入された映像投射式ミュージックドームを会場に行われていた「WHITE ROCK MUSIC TENT LIVE」が前身（2012年まで）。2013年からは2階建ての「SAPPORO MUSIC TENT」に名称変更された。普段はオフィス街を横断する札幌の象徴である大通公園に夏季限定で突如現れるミュージックテントは札幌の夏の風物詩になっていた。2017年をもって終了。

### Selection Live
SCJの過去の出演者の中でも特に人気の高かったミュージシャンや話題のミュージシャンをピックアップし、札幌コンサートホールkitara、ニトリ文化ホールなどを会場として行われるワンマンホールライブ。

## その他

### ジャズセーバーズ
SCJのボランティアスタッフ。